# Franco Sensi
Franco Sensi (29 juillet 1926 – 17 août 2008) était un magnat du pétrole italien.

## Biographie
Né à Rome, où il a vécu toute sa vie, il a également été maire de Visso, village de 1 200 habitants dont sa famille était originaire. Pendant quinze années, jusqu'à sa mort, il a été le président du club de football de l'AS Rome, l'un des deux clubs majeurs de la ville de Rome. Il prit le contrôle du club en mai 1993 avec Pietro Mezzaroma puis devint l'unique président du club le 8 novembre 1993.
Sous sa présidence, la Roma a gagné un Scudetto (2000-01), deux Supercoupes d'Italie (2001 et 2007) et deux Coupes d'Italie (2007 et 2008).
Sa fille, Rosella, qu'il avait progressivement intégrée à l'organigramme du club, a pris sa succession à la tête du club à sa mort le 17 août 2008.
En décembre 1998, il rachète 67 % des parts de l'OGC Nice, alors en Division 2, pour environ 20 millions de francs, à travers sa société So. Inv,,. Il monte au capital à hauteur de 92 % en juin 2001, avant de revendre ses parts en février 2002, au cours de la saison 2001-2002 à la fin de laquelle le club se qualifie pour la Ligue 1,,,.